# Desmopuntius pentazona
Cá ngũ vân (Danh pháp khoa học: Desmopuntius pentazona) là một loài cá thuộc họ Cyprinidae có nguồn gốc từ Đông Nam Á, bao gồm Campuchia, Indonesia, Malaysia, Singapore và Việt Nam.

## Đặc điểm
Nhìn chung, cá ngũ vân có bề ngoài giống như cá tứ vân, điểm khác biệt là chúng có đến năm sọc dọc màu đen trên nền cơ thể màu da cam hoặc vàng (ngũ) thay vì bốn sọc như cá tứ vân. Cá trưởng thành đạt độ dài tối đa là 8,8 cm.
Cá sinh sống tự nhiên ở vùng nhiệt đới yên tĩnh ở vùng đất thấp trong nước có độ pH 5-6, độ cứng nước 5-12,0 dGH, và ở nhiệt độ từ 74-84 °F (23-29 °C). Cá ngũ vân đẻ khoảng 200 trứng và có thói quen xấu là sẽ ăn trứng. Trứng sẽ nở trong khoảng hơn 1 ngày, sau 3,4 ngày cá con có thể bới lội.
Trong khi nuôi nếu cá đẻ thì cần nhanh chóng vớt cá bố mẹ ra sau khi đẻ trứng vì có nguy cơ chúng sẽ ăn sạch trứng do chính chúng đẻ ra. Hồ nuôi cá ngũ vân nên trang trí đá và rãi nền cát sỏi.